# Florence American Cemetery and Memorial

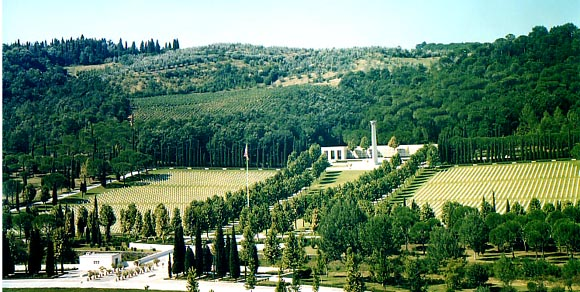
Panoramablick über den Soldatenfriedhof

Florence American Cemetery and Memorial ist ein amerikanischer Soldatenfriedhof mit einer Gedenkstätte in der Nähe von Florenz (Italien). Auf ihm befinden sich 4402 Gräber von amerikanischen Soldaten und Frauen, die im  Zweiten Weltkrieg während der Eroberung Roms und dem Vormarsch auf die Alpen gefallen sind. An der Gedenkstätte wird an die 1409 Vermissten erinnert. Die Kriegsgräberstätte liegt ca. 7 Kilometer südlich von Florenz im Gemeindegebiet von Impruneta und San Casciano in Val di Pesa und hat eine Gesamtfläche von 28 Hektar. Sie wird von dem Fluss Greve durchquert.

## Entstehungsgeschichte
Ein Großteil der Gefallenen und Vermissten waren Angehörige der 5. US-Armee, die im Italienfeldzug von 1943 bis 1945 zwischen Rom und den Alpen und auf den Schlachtfeldern der Toscana eingesetzt waren. Der Soldatenfriedhof wurde durch die American Battle Monuments Commission erbaut und bis heute durch diese betreut und wirtschaftlich unterhalten. Der erste provisorische Friedhof wurde am 3. August 1944 durch die 6. US-Panzerdivision angelegt und später von der 5. US-Armee übernommen. Die Arbeiten wurden im Jahr 1956 abgeschlossen.

## Allgemeine Beschreibung
Hinter dem Eingang zur Gedenkstätte, der von zwei Gebäuden abgegrenzt wird, folgt eine große Brücke, die zu den Grabfeldern führt. Diese sind auf einem Hügel in einem symmetrisch angeordneten Feld aufgestellt, welches in zwei große Hälften unterteilt ist. Am Ende der Grabfelder ist eine hohe Steinsäule erbaut, auf ihr thront ein Schutzengel, dieser symbolisiert den Friedensgeist und schützt die Ruhenden. Auf der Säule steht die Widmung:
1941 – 1945  Im stolzen Andenken an die Söhne und in demütiger Bescheidenheit zu den Opfern
wurde dieses Ehrenmal von den Vereinigten Staaten von Amerika errichtet
Die Architekten waren McKim, Mead and White aus New York und die Landschaftsarchitekten Clarke und Rapuano, ebenfalls aus New York.

## Das Ehrenmal

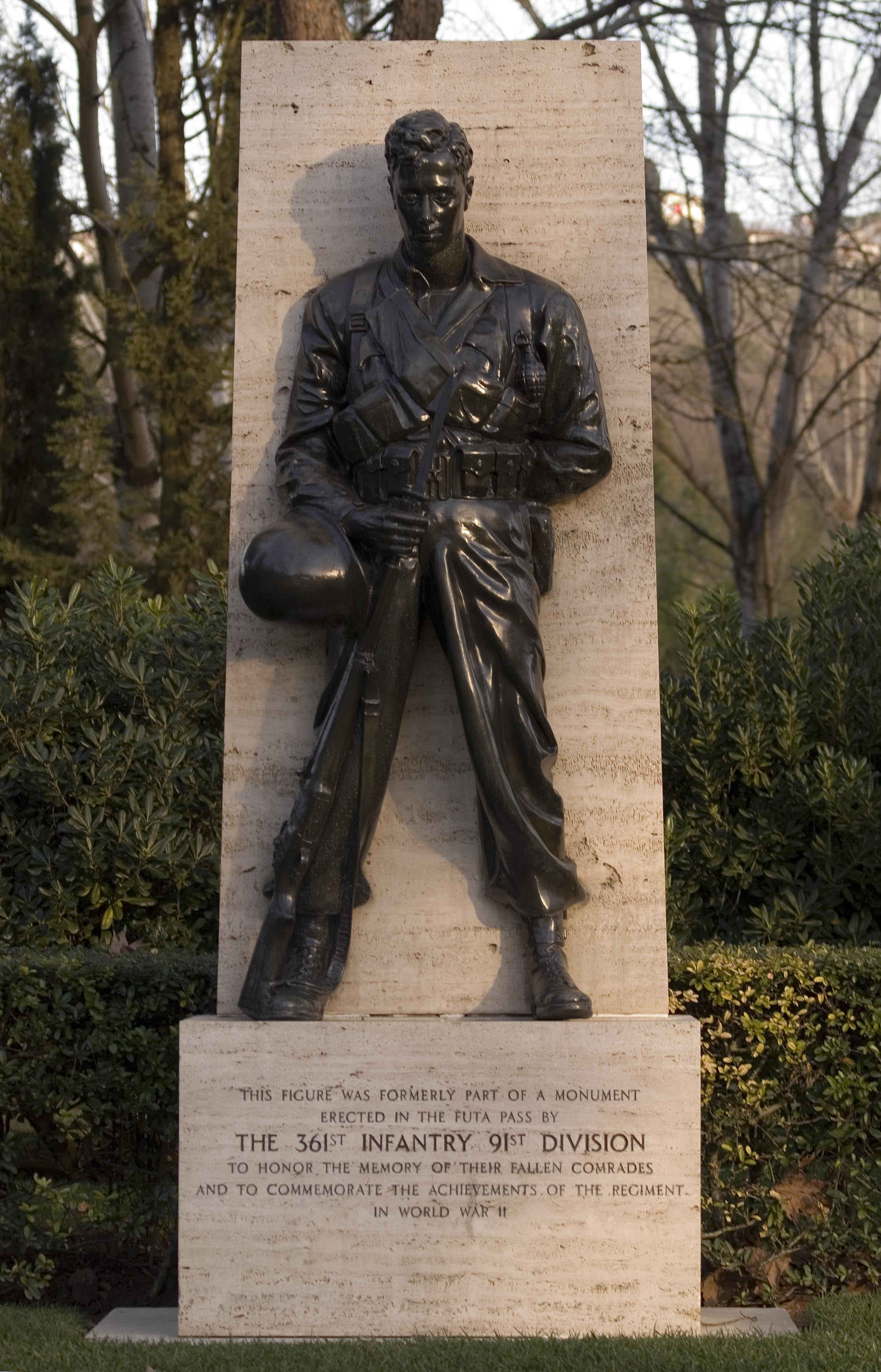
Statue „Trauernder Soldat“

Das Ehrenmal hat zwei offene Vorhöfe, die mit einer Wand verbunden werden, hier sind die Namen von 1409 Vermissten aufgelistet. Einige der Namen sind mit einer Rosette dekoriert, hierdurch wird darauf hingewiesen, dass sie später aufgefunden und identifiziert werden konnten. Am oberen Rand der Mauer steht eingraviert:
„Hier sind die Namen der Amerikaner aufgelistet, welche ihr Leben für den Dienst an ihrem Land ließen und in unbekannten Gräbern ruhen“
Beiden Vorhöfen vorgelagert sind rechteckige Wasserbecken, im nördlichen Vorhof befindet sich ein Landkartenrelief, auf dem die  militärischen Operationen, die Truppenbewegungen und größeren Kampfgebiete dargestellt werden. Im südlichen Vorhof sind fünf Inschriftentafeln angebracht, auf ihnen wurden Psalme und Gebete eingraviert. Zwischen den Tafeln sind jeweils auf einem Rondell verschiedene militärische Abzeichen dargestellt. Über der Eingangstür befindet sich eine eingemeißelte Figur, die „den Geist der amerikanischen Jugend“ darstellt, über der zweiten Tafel befindet sich ein in Stein gehauener Weißkopfseeadler, das Wappentier der USA.

## Die Kapelle

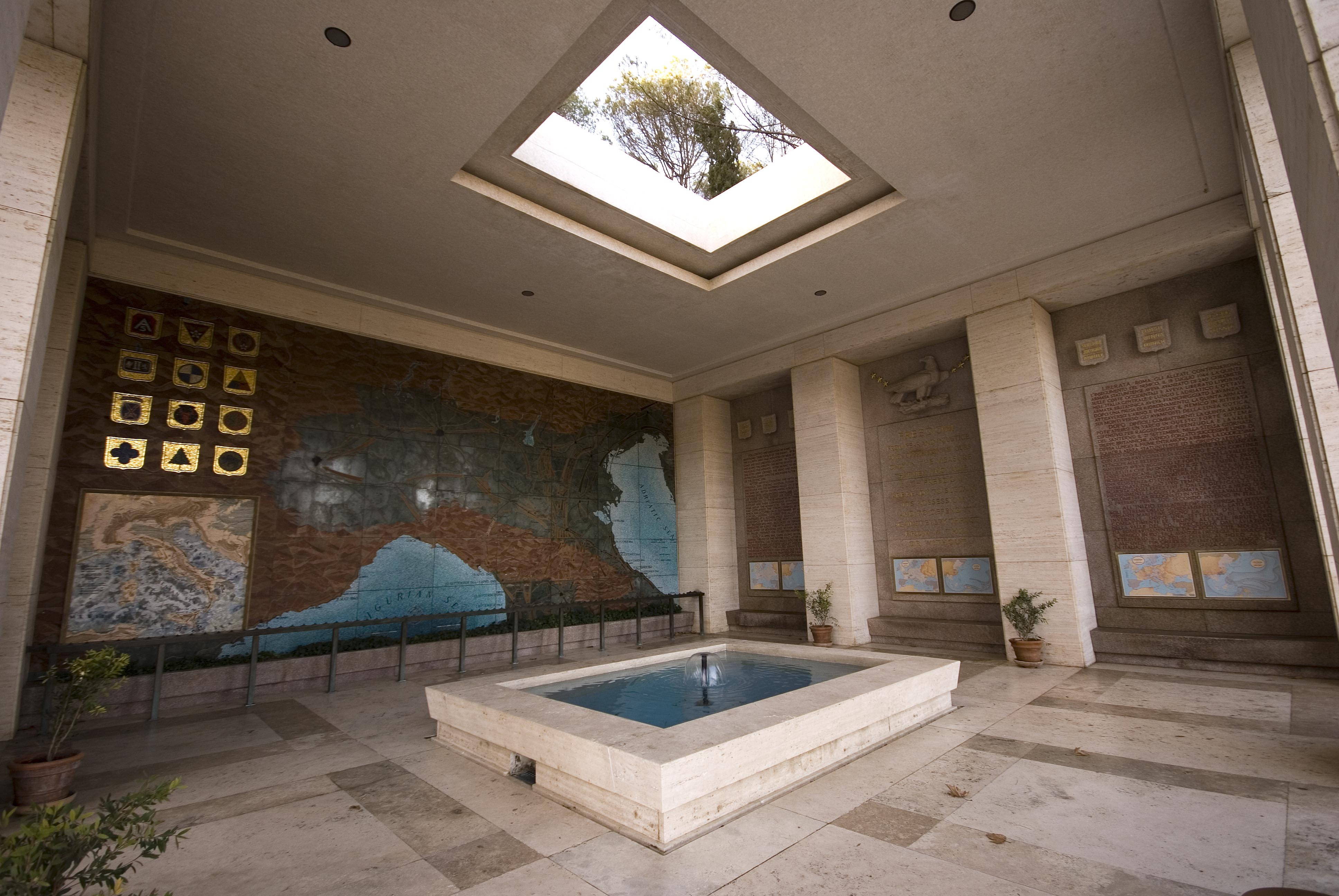
Innenraum des Ehrenmals

Nach dem Betreten der Kapelle, durch die Bronzetür, führt der Mittelgang zum Altar aus schwarzem belgischen Marmor. Hinter dem Altar erhebt sich ein Mosaik, auf der dargestellten Wolke steht eine engelsähnliche Figur, die in ihren Armen einige weiße Lilien hält. Vor den Füßen erscheint ein Schwert mit einem Helm, eingerahmt wird dieses Bild von frischen Krokusknospen. Über dem Mosaik ist ein Fenster eingearbeitet, welches unterschiedliche Lichtverhältnis auf das Mosaik abstrahlt.
In den beiden Seitenräumen sind große Landkartendarstellungen, mit denen die Befreiung Italiens dargestellt wird, an die amerikanischen Großverbände erinnern jeweils die Truppenabzeichen, dieses sind: 5. Armee, 12. und 15.  Luftwaffengeschwader, II. und IV. Korps, 1. Panzerdivision,  10. Gebirgsdivision, 34., 85., 88., 91. und 92. Infanteriedivision.

## Die Grabstätten

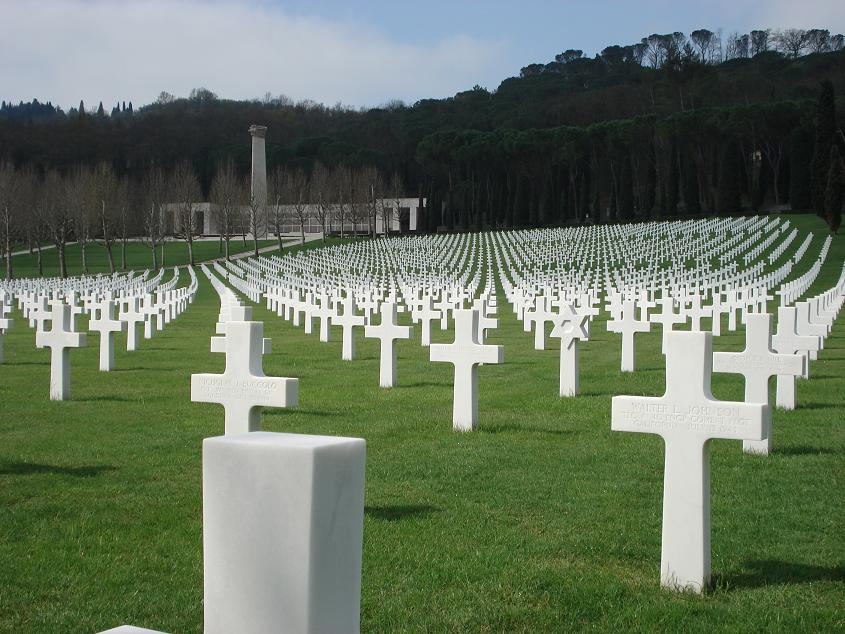
Die Grabsteine

Insgesamt wurden 4398 Grabsteine für amerikanische Soldaten aufgestellt
Zusätzlich wird einigen Toten von den Philippinen, aus China, der Türkei, Spanien und dem Distrikt Columbia die Ehre erwiesen.

## Die gärtnerische Gestaltung
Eingerahmt wird das Gelände durch aufgeworfene Wälle, die mit massiven Mauern verstärkt wurden. Als Baumbewuchs und Buschwerk wurden italienische Pinien und Zypressen gewählt, aber auch aus dem Orient kommende Bäume wie Zypressen und Zedern runden den Bewuchs ab. Beim Buschwerk dominieren Oleander, Lorbeerkirsche, Jasmin und Myrte. Zwischen den Grabreihen wurde Rasen angepflanzt und vereinzelt sind andere blühende Sträucher vorhanden.